# Neue Propstei (Prager Burg)

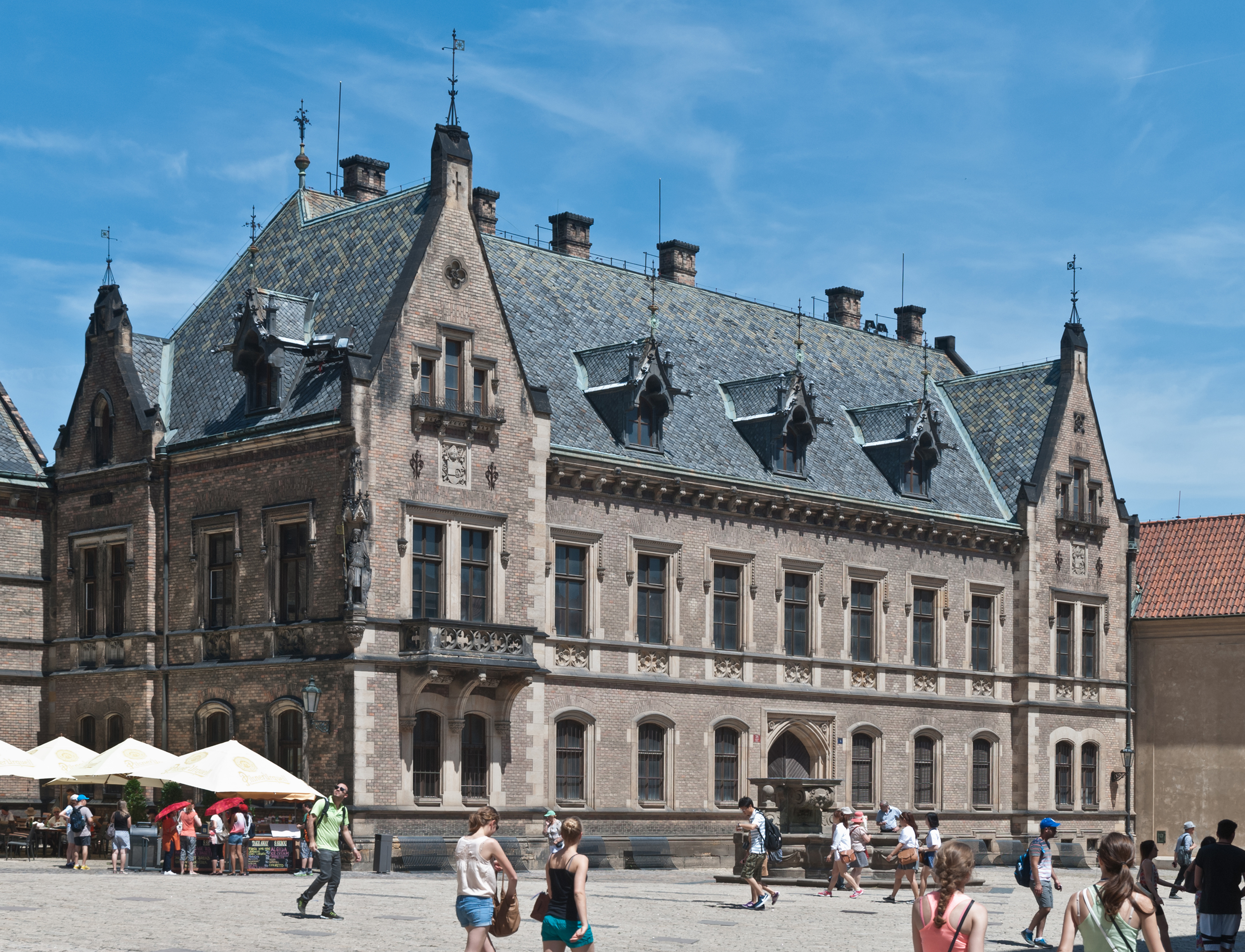
Die Neue Propstei am Georgsplatz auf der Prager Burg.

Die Neue Propstei (tschechisch Nové proboštství) auf der Prager Burg ist ein neugotisches Gebäude, das im 19. Jahrhundert als Residenz für die Pröpste des Metropolitankapitels von St. Veit gebaut wurde. Es steht am náměstí U Svatého Jiří (Georgsplatz) neben dem St.-Georg-Kloster.

## Geschichte und Beschreibung
Die Neue Propstei am náměstí U svatého Jiří, Haus Nr. 34/4, entstand in den 1870er bis 1880er Jahren unter der Leitung des Architekten Josef Mocker, der zur gleichen Zeit auch am neugotischen Umbau des Veitsdoms arbeitete. Vorher stand an dieser Stelle ein Renaissancegebäude, das ab 1652 als Residenz des Hauptmanns der Prager Burg (Hejtman Pražského hradu) diente. Hauptmann der Prager Burg war ein hochrangiger Beamter, der für die Sicherheit auf dem Burgareal und für die persönliche Sicherheit des Königs verantwortlich war. Im Nachbarhaus, das schon im 15. Jahrhundert in schriftlichen Quellen erwähnt wurde, befand sich ab dem 16. Jahrhundert die Wohnung des Obersten Landesschreibers (Nejvyšší zemský písař) und ab 1650 die Wohnung der Äbtissin des Benediktinerklosters. Nach Abriss beider Häuser errichtete Josef Mocker die neue Residenz für die Pröpste des St.-Veits-Kapitels, die bis dahin in der Alten Propstei wohnten.
Das eingeschossige Gebäude aus Sichtmauerwerk mit zwei Giebelrisaliten zum Georgsplatz ziert auf der linken Seite ein Balkon mit steinerner Balustrade. Die Hauptfassade wird horizontal durch ein Gesims und eine Fensterbank mit Verzierungen unter jedem Fenster geteilt. An der südwestlichen Ecke befindet sich eine Skulptur des hl. Wenzel von Ludvík Šimek. Im Inneren blieb eine Hauskapelle mit einem Altar von Josef Mocker und einem Gemälde von František Sequens erhalten. Der Innenhof ist als ein schlichter Garten mit einem Pavillon und einem Brunnen gestaltet und bietet eine Sicht in den Hirschgraben.
Das Gebäude, das in der sozialistischen Ära vom Staat konfisziert wurde, hat die Burgverwaltung im Rahmen der Kirchenrestitution nach jahrelangen Besitzstreitigkeiten im Jahr 2016 an das Metropolitankapitel zurückgegeben. Dafür verzichtete die katholische Kirche auf die Rückgabe anderer Häuser auf dem Burgareal und verpflichtete sich, die restituierten Gebäude auf eigene Kosten zu restaurieren.